# ロイヤル・セントラル・スクール・オブ・スピーチ・アンド・ドラマ
ロイヤル・セントラル・スクール・オブ・スピーチ・アンド・ドラマ （Royal Central School of Speech and Drama、略称 RCSSD）は、著名な俳優を輩出しているイギリスの演劇学校。2005年よりロンドン大学のカレッジの一つとなった。

## 主な卒業生
- アリス・クリーグ
- アマンダ・ドノホー
- アンドリュー・ガーフィールド
- アンガス・マクファーデン
- アン・トッド
- ベン・ブロウダー
- ブルース・ロビンソン
- キャリー・フィッシャー
- キャサリン・テイト
- クリストファー・エクルストン
- クレア・ブルーム
- ドーン・フレンチ
- ガエル・ガルシア・ベルナル
- ゴク・ウォン
- グレアム・ノートン
- ハロルド・ピンター（2005年ノーベル文学賞受賞）
- ジェームズ・フレイン
- ジェームズ・ピュアフォイ
- ジェームズ・ネスビット
- ジェイソン・アイザック
- ジェニファー・イーリー
- ジェニファー・サンダース
- ジェレミー・ブレット
- ジム・カートライト
- ジョン・ロード
- ジョス・アクランド
- ジョス・アクランド
- ジョセフ・モーガン
- ジュディ・デンチ[2][3]
- ジュリー・クリスティ
- ケイト・ネリガン
- キャスリーン・ターナー
- キット・ハリントン
- クリスティン・スコット・トーマス
- ララ・ウォード
- ローレンス・オリヴィエ
- リンゼイ・ダンカン
- リン・レッドグレイヴ
- メアリー・ユーア
- マーティン・フリーマン
- マイケル・カコヤニス
- ナターシャ・リチャードソン
- ポーリーン・コリンズ
- ペギー・アシュクロフト
- ピーター・ディヴィスン
- ラザーク・アドティ
- ルーファス・シーウェル
- ルパート・エヴェレット
- スザンナ・ハミルトン
- トニー・ロビンソン
- ヴァネッサ・レッドグレイヴ
- ヴァージニア・マッケンナ
- ワンダ・ヴェンサム[2][3]
- ゾーイ・ワナメイカー
- 林依晨